# Верци (Савона)
Верци је насеље у Италији у округу Савона, региону Лигурија.
Према процени из 2011. у насељу је живело 537 становника. Насеље се налази на надморској висини од 142 м.